# گای چرنگنچینگسکی
گای چرنگنچینگسکی (به لهستانی:  Gaj Czernięciński) یک روستا در لهستان است که در گمینا توروبین واقع شده‌است. گای چرنگنچینگسکی ۹۷ نفر جمعیت دارد.